# Zator

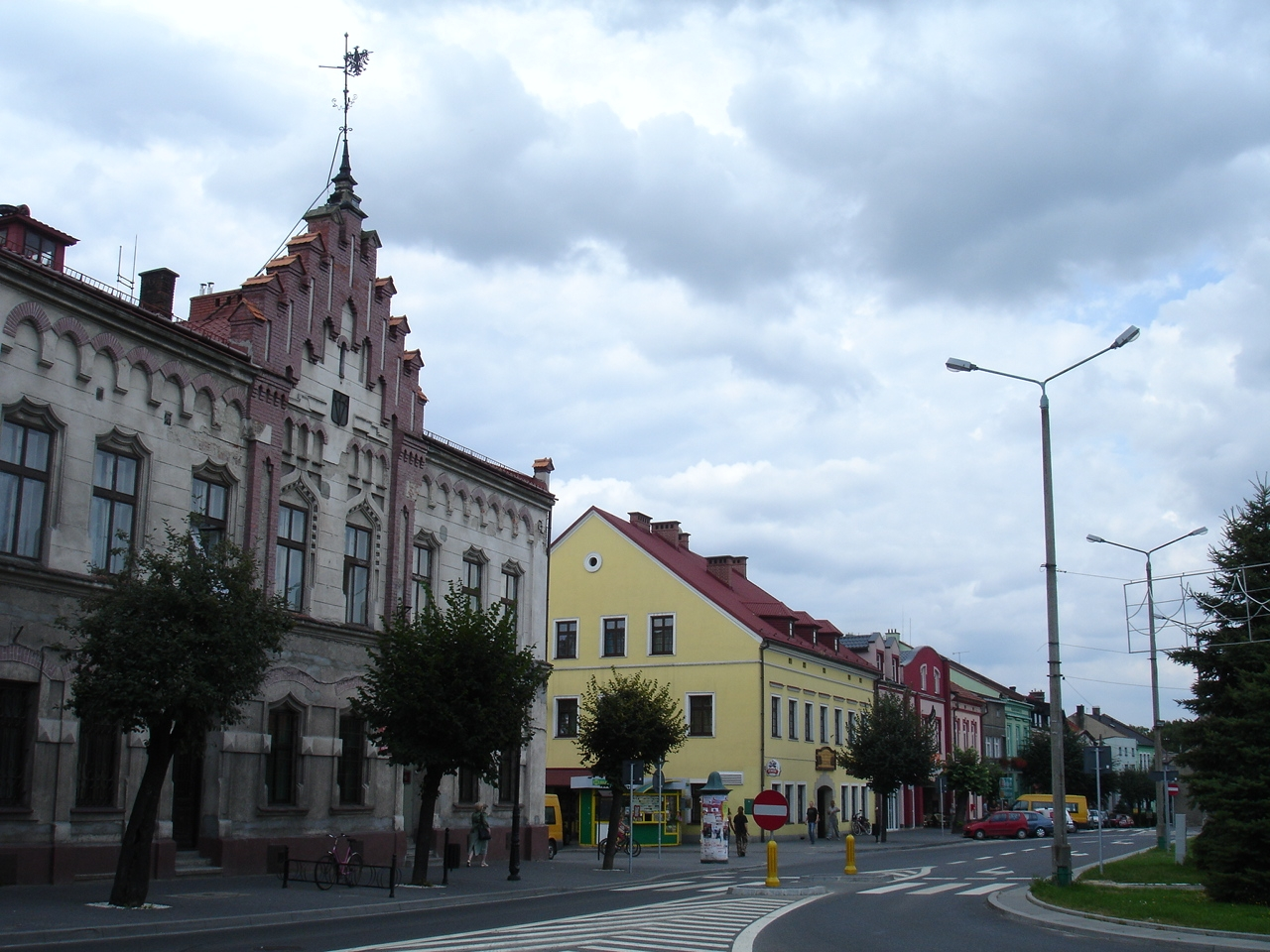
Primăria

Zator este un oraș în județul Oświęcim, Voievodatul Polonia Mică, cu o populație de 3.718 locuitori (2010) în sudul Poloniei.